# Herona djarang
Herona djarang is een vlinder uit de familie van de Nymphalidae. De wetenschappelijke naam van de soort is voor het eerst geldig gepubliceerd in 1893 door Hans Fruhstorfer.